# ثري ويف سوفتوير
ثري ويف سوفتوير (بالإنجليزية: Threewave Software) هي شركة كندية مطورة لألعاب الفيديو، تأسست عام 1994.

## ألعاب طورتها
- كوايك 2 CTF (اللعب الجماعي) — (فبراير 1998, تم النشر بواسطة آي دي سوفتوير).
- كوايك 3 أرينا
- Soldier of Fortune II: Double Helix (خرائط اللعب الجماعي) — إكس بوكس (يونيو 2003, تم النشر بواسطة أكتيفجن).
- عودة إلى قلعة ولفينشتاين: Tides of War (خرائط اللعب الجماعي) — إكس بوكس (مايو 2003, تم النشر بواسطة أكتيفجن).
- عودة إلى قلعة ولفينشتاين: Operation Resurrection (خرائط اللعب الجماعي) — بلاي ستيشن 2 (مايو 2003, تم النشر بواسطة أكتيفجن).
- Star Wars Jedi Knight: Jedi Academy (خرائط اللعب الجماعي) — الكمبيوتر الشخصي، إكس بوكس (سبتمبر/نوفمبر 2003, تم النشر بواسطة أكتيفجن).
- دوم 3 (خرائط اللعب الجماعي) — الكمبيوتر الشخصي، إكس بوكس (أبريل/أكتوبر 2005, تم النشر بواسطة أكتيفجن).
- Turok (خرائط اللعب الجماعي) — إكس بوكس 360، بلاي ستيشن 3، الكمبيوتر الشخصي (فبراير/أبريل 2008, تم النشر بواسطة ديزني إنترأكتيف ستوديوز).
- آرمي أوف تو (اللعب الجماعي) — إكس بوكس 360، بلاي ستيشن 3 (مارس 2008, تم النشر بواسطة إلكترونيك آرتس).
- غوستباسترز: ذا فيديو جيم (اللعب الجماعي) — إكس بوكس 360، بلاي ستيشن 3 (يونيو 2009, تم النشر بواسطة آتاري and سوني كمبيوتر إنترتينمنت).
- Army of Two: The 40th Day  [لغات أخرى]‏ (اللعب الجماعي) — إكس بوكس 360، بلاي ستيشن 3 (يناير 2010, تم النشر بواسطة إلكترونيك آرتس).